# 英國最高法院院長
英國最高法院院長（英語：President of the Supreme Court of the United Kingdom）是英國最高法院的首長，職位相當於其前身上議院的首席常任上訴法官（英語：Senior Lord of Appeal in Ordinary），簡稱首席上院法官（英語：Senior Law Lord），意指所有常任上訴法官之中最高級的一位，也是昔日上議院內司法部門的首長。現任英國最高法院院長是韋彥德勳爵，他在2020年1月11日上任。

## 歷史
在1969年至1984年間，首席常任上訴法官是由最資深的常任上訴法官出任，也就是指資格落在上院供職時間最長的上院法官身上。在1984年，時任大法官許琛勳爵修訂了這個安排，規定首席常任上訴法官和副首席常任上訴法官均要由委員會任命，使前者不再按論資排輩的形式出任，但後者則由資歷最老的上院法官擔任。
根據《2005年憲制改革法》的規定，自2009年10月1日起，上議院的司法職能轉移至新成立的最高法院。時任首席常任上訴法官和副首席常任上訴法官分別成為最高法院法院的新院長和副院長。
根據在2009年10月1日頒發的英廷委任狀，英女王伊利沙伯二世規定英國最高法院院長一職在英國排名名單中，位列於上議院議長之後。

## 歷任列表
| # | 肖像 | 姓名         | 生日及年齡           | 上任日        | 離任日        | 任期長度 |
| - | ---- | ------------ | -------------------- | ------------- | ------------- | -------- |
| 1 |      | 范理申勳爵   | 1938年1月21日 (87歲) | 2009年10月1日 | 2012年9月30日 | 2年365天 |
| 2 |      | 廖柏嘉勳爵   | 1948年1月10日 (77歲) | 2012年10月1日 | 2017年9月4日  | 4年341天 |
| 3 |      | 何熙怡女男爵 | 1945年1月31日 (80歲) | 2017年9月5日  | 2020年1月11日 | 2年128天 |
| 4 |      | 韋彥德勳爵   | 1956年9月7日 (68歲)  | 2020年1月11日 | 現任          | 5年183天 |